# Beretta
Fabbrica d'Armi Pietro Beretta (literalmente, "Fábrica de Armas Pietro Beretta"), Beretta é o nome genérico atribuído à fábrica de armas de fogo italiana Fabbrica d'Armi Pietro Beretta S.p.A., cujo fundador foi Pietro Beretta, e às armas por esta fabricadas.

## Histórico

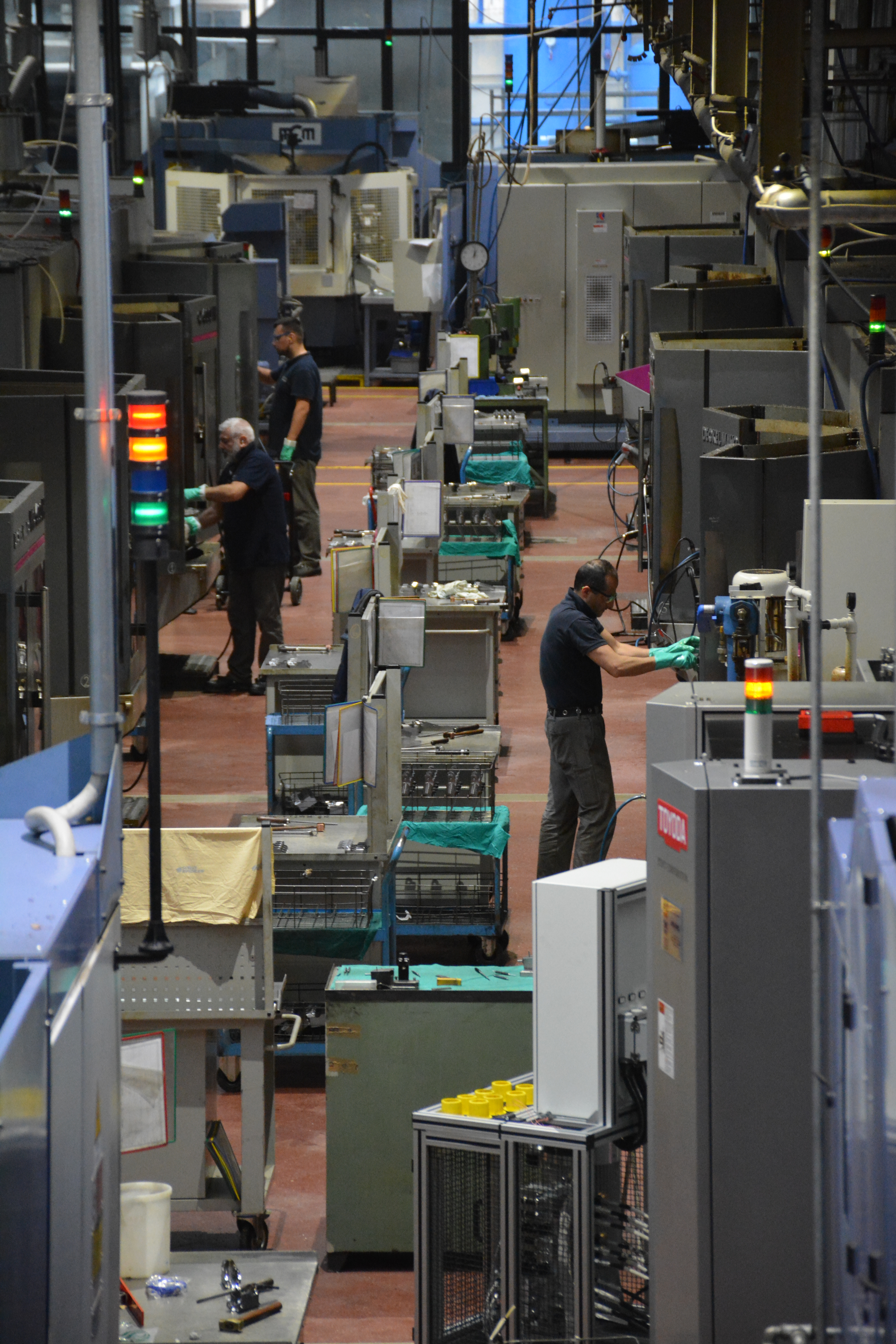
Vista da área de produção de uma das fábricas da Beretta.

Fundada no século XVI, a Beretta é a mais antiga fabricante ativa de componentes para armas de fogo do mundo.

Em 1526 seu primeiro produto foram canos de arcabuz; segundo todos os relatos, canos feitos pela Beretta equiparam a frota veneziana na Batalha de Lepanto em 1571.

A Beretta forneceu armas para todas as grandes guerras europeias desde 1650.

Val Trompia, um vale fluvial do norte da Itália na província de Bréscia, Lombardia, foi de onde era extraído minério de ferro desde a época do Império Romano. Na Idade Média, Val Trompia era conhecido por suas ferrarias; após o Renascimento, passou a ser um centro de fabricação de armas.

Em meados do século XVI, Val Trompia tinha quarenta ferrarias, abastecidas por cinquenta minas e oito fundições. O local de nascimento de Beretta está na aldeia de Gardone, localizada nas margens do rio Mella, no meio de Val Trompia (ou seja, entre o vale superior e o vale inferior).

A forja Beretta esteve em operação desde 1500,

embora a primeira transação documentada seja um contrato datado de 3 de outubro de 1526 para 185 canos de arcabuz, pelo qual a República de Veneza deveria pagar 296 ducados ao "Maestro di Canne" ("Mestre de Canos") Bartolomeo Beretta.

O documento original da conta para o pedido desses canos está agora armazenado no Archivio di Stato di Venezia.

No final do século XVII, a Beretta havia se tornado a segunda maior fabricante de canos de arma em Gardone.

No sistema de guilda, o conhecimento da fabricação de canos de espingarda que foi legado a Jacopo (1520/25 -…) de seu pai Bartolomeo (1490 - 1565/68)

foi então passado para seu próprio filho Giovannino (1550 - após 1577), e a seu neto Giovan Antonio (1577 - após 1649) 
 
e assim por diante até que as guildas foram abolidas por Napoleão após sua conquista da República de Veneza em 1797.

A Beretta pertence à mesma família há quase quinhentos anos 
 
e é membro fundador da "Les Hénokiens", uma associação de empresas bicentenárias que são de propriedade e operação familiar.

Em 1918, a "Moschetto Automatico Beretta Mod.1918", uma das primeiras metralhadoras do mundo, foi colocada em campo pelo exército italiano. A Beretta fabricou rifles e pistolas para os militares italianos até o Armistício de Cassibile de 1943 entre a Itália e as Forças Aliadas durante a Segunda Guerra Mundial. Com o controle da Wehrmacht do norte da Itália, os alemães apreenderam as fábricas da Beretta e continuaram produzindo armas até a rendição alemã de 1945 na Itália.

Durante esse tempo, a qualidade do acabamento externo das armas diminuiu, com os exemplares do final da guerra sendo muito inferiores às armas do pré e do meio da guerra, mas sua operação permaneceu excelente.

A última remessa de fuzis Tipo I deixou Veneza para o Japão em um submarino em 1942.
Após a Segunda Guerra Mundial, a Beretta esteve ativamente envolvida no recondicionamento dos M1 Garands americano cedidos à Itália pelos EUA. A Beretta modificou o M1 no fuzil Beretta BM-59, que é semelhante ao fuzil de combate M14; os armeiros consideram o rifle BM-59 superior ao rifle M14 em alguns aspectos, porque é mais preciso sob certas condições.

Após a guerra, a Beretta continuou a desenvolver armas de fogo para o Exército e a polícia italianos, bem como para o mercado civil.

Em 1974, abriu sua primeira fábrica no Brasil, na cidade de São Paulo, como parte de um contrato assinado com o Exército Brasileiro onde forneceria suas submetralhadoras M12 e as pistolas Beretta 92 para o programa de modernização de armamentos das Forças Armadas. Sua fábrica ficava na Avenida Victor Manzini, 450, no distrito de Santo Amaro. O contrato duraria até 1980, que foi quando a Beretta vendeu sua fábrica, maquinário e projetos para a brasileira Taurus, que desenvolveu sua famosa pistola PT92 baseado no projeto original da Beretta 92 (cuja patente havia expirado).
Na década de 1980, a Beretta desfrutou de uma renovação de popularidade na América do Norte depois que sua pistola Beretta 92 foi selecionada como a arma de serviço do Exército dos Estados Unidos sob a designação de "M9 pistol".

A Beretta adquiriu vários concorrentes domésticos (notadamente Benelli e Franchi) e algumas empresas estrangeiras (notadamente na Finlândia) no final dos anos 1980.

## Visão geral
Hoje, a Fabbrica d'Armi Pietro Beretta (Beretta S.p.A) é dirigida por Franco Gussalli Beretta, presidente e CEO. 

A tradicional dinastia Beretta de pai para filho foi interrompida quando Ugo Gussalli Beretta assumiu o controle da empresa; os tios Carlo e Giuseppe Beretta não tinham filhos; Ugo se casou com alguém da família Beretta e adotou o sobrenome Beretta. Seus filhos agora são descendentes diretos por meio do lado materno da família.
A Beretta é conhecida por sua ampla gama de armas de fogo: espingardas de cano duplo, invertidas, semiautomáticas, de caça, de alta velocidade de saída, fuzis de assalto, submetralhadoras, fuzis por alavanca e por ferrolho, revólveres de ação simples e dupla e pistolas semiautomáticas. 

A empresa controladora, Beretta Holding, também possui a Beretta USA, Benelli, Franchi, SAKO, Stoeger, Tikka, Uberti e também a Burris Optics.
O modelo Beretta 92FS tornou-se a arma secundária padrão do Exército dos Estados Unidos, Corpo de Fuzileiros Navais, Marinha e Força Aérea, designada como "M9 pistol".

Em 1985, a Beretta foi escolhida após uma competição polêmica para produzir a M9, ganhando um contrato de 500.000 pistolas.

Uma condição do acordo original era de que o fabricante da M9 fosse doméstico.

Em 2019, a versão de 9 mm da SIG Sauer P320 foi selecionada para substituir a M9 em todas as Forças Armadas dos EUA.

## Armas Beretta

### Mini pistolas Beretta
- Beretta 21 Bobcat
- Beretta 950 Jetfire
- Beretta B 950
- Beretta B 985
- Beretta 3032 Tomcat

### CaçadeirasBeretta
- Beretta 1201FP
- Beretta DT-10
- Beretta 682
- Beretta 686
- Beretta Silver Pigeon falls
- Beretta AL391
- Beretta SO4 and SO5
- Beretta Xtrema
- Beretta Xtrema 2
- Beretta 687
- Beretta Modelo A

### RiflesecarabinasBeretta
- Beretta BM-59
- Beretta AR70/90
- Beretta AS70/90
- Beretta Cx4 Storm
- Beretta Rx4 Storm

### SubmetralhadorasBeretta
- Beretta 1918
- Beretta 38/42
- Beretta 3
- Beretta M12

### MetralhadorasBeretta
- FN Minimi, fabricada sob licença da Fabrique Nationale de Herstal

### RevólveresBeretta
- Beretta Stampede
- Beretta Laramie